# Automóvel Clube de Minas Gerais
O Automóvel Clube de Minas Gerais é um clube social de Belo Horizonte, Minas Gerais.

## História
Fundado em 17 de dezembro de 1925 como "Clube Central", sua primeira sede foi no Palácio Dantas, instalada provisoriamente em junho de 1926. Em 1928, já com o nome de Automóvel Clube de Minas Gerais, iniciou-se a construção da sede definitiva em terreno doado pela prefeitura, sendo inaugurada em 19 de agosto de 1929. Em 1988 o Instituto Estadual do Patrimônio Histórico e Artístico de Minas Gerais tombou o edifício sede em nível estadual e em 1994 o Conselho Deliberativo do Patrimônio Cultural do Município de Belo Horizonte também tombou o edifício em nível municipal.